# Égletons
Égletons település Franciaországban, Corrèze megyében. Lakosainak száma 4336 fő (2022. január 1.). Égletons Darnets, Moustier-Ventadour, Péret-Bel-Air, Rosiers-d’Égletons, Saint-Yrieix-le-Déjalat és Soudeilles községekkel határos.

## Népesség
A település népességének változása:
| Lakosok száma | 3669 | 4590 | 4487 | 4376 | 4334 | 4274 | 4298 | 4295 | 4274 | 4336 |
|               | 1968 | 1982 | 1990 | 2006 | 2013 | 2015 | 2017 | 2019 | 2020 | 2022 |

## Érdekességek
- Frederick Forsyth A Sakál napja című regényében Sakál, a Charles de Gaulle elnök likvidálására készülő bérgyilkos Olaszországból többek között Égletons település érintésével, egy rövid szakaszon egy ottani taxis segítségét is igénybe véve jutott el bevetésének végső helyszínére, Párizsba.